# قاتل البق
قاتل البق أو طارد البق وأحيانا الكوهوش (الاسم العلمي: Cimicifuga)، وهي جنس من النباتات تحت فصيلة الحوذانية وهي نباتات طويلة معمرة ذات أوراق كبيرة عريضة، تنقسم إلى وريقات كثيرة. ولها عناقيد من الأزهار البيضاء الصغيرة. يوجد قاتل البق في المناطق الشمالية المعتدلة من الكرة الأرضية. ويعود اسم هذا النبات ـ أصلاً ـ إلى نوع من قاتل البق يسمى الخمانة الذي ينمو في آسيا وأوروبا الشرقية. ولها رائحة كريهة، ويعتقد الناس أنه طارد لبقات الفراش. يزرع قاتل البق بوصفه نبات حدائق، ويتطلب مكانًا مظـلَّلاً جزئيًا ورطبًا وذا تربة مورقة.